# Arroyo Blanco (Rivera)
Arroyo Blanco es una localidad uruguaya del departamento de Rivera.

## Ubicación
La localidad se encuentra situada en la zona este del departamento de Rivera, próximo al arroyo Blanco, y 5 km al norte de la ruta 27, a la altura de su km 113. Dista 118 km de la capital departamental Rivera.

## Población
Según el censo de 2011, la localidad contaba con una población de 97 habitantes.
| --            | 91 | 97 |
| (Fuente: INE) |    |    |